# 후쿠에시
후쿠에시(일본어: 福江市, ふくえし)는 일본 나가사키현에 있었던 시이다. 2004년 8월 1일에, 미나미마쓰우라군 기시쿠정, 미이라쿠정, 나쿠정, 다마노우라정, 도미에정과 합병해, 새로운 명칭을 가진 고토시가 되었다.

## 지리
고토 열도의 후쿠에지마(福江島) 동부와 구가시마(久賀島)에 위치해 있다.

## 역사
- 1889년 4월 1일 - 정촌제 시행에 의해 미나미마쓰우라군 후쿠에촌, 오쿠우라촌, 사키야마촌, 혼야마촌, 오하마촌, 가바지마촌, 구가시마촌이 성립하였다.
- 1919년 10월 1일 - 정으로 승격해 후쿠에정이 되었다.
- 1954년 4월 1일 - 오쿠우라촌, 사키야마촌, 혼야마촌, 오하마촌이 합병, 시로 승격해 후쿠에시가 성립하였다.
- 1957년 3월 31일 - 가바지마촌을 편입하였다. 
  - 11월 1일 - 구기지마촌을 편입하였다.
- 2004년 8얼 1일 - 후쿠에시, 미나미마쓰우라군 도미에정, 다마노우라정, 미이라쿠정, 기시쿠정, 나루정과 합병해 고토시가 되어 후쿠에시는 소멸하였다.

## 출신유명인
- 카와구치 하루나 - 여배우

## 사건
- 후쿠에 대화재 (1962년 9월 26일)